# Psychotria crassicalyx
Psychotria crassicalyx är en måreväxtart som beskrevs av Kurt Krause. Psychotria crassicalyx ingår i släktet Psychotria och familjen måreväxter. Inga underarter finns listade i Catalogue of Life.